# AOCレトワール
AOCレトワールはジュラ地方、レトワール村近郊で生産されるAOCワインのひとつである。

## 歴史

### 現代
レトワールがAOCを取得したのは1937年である。2001年からは、発泡性ワインについてはクレマン・ド・ジュラに統合されたため、レトワール・ムスーという名称が認められなくなった。

## 語源
フランス語で星を意味するレトワールという名は、レトワール村の周りを５つの丘陵に囲われているからとも、この地区で非常に多くのヒトデの化石が見つかるからともいわれている。

## 地理的位置
レトワール、プレノワゾー、カンティニィ、サン・ディディエの４つの自治体で生産が認められている。

## ブドウ畑

### 発表
AOCレトワールで生産が認められているのは白ワインおよびヴァン・ジョーヌならびにヴァン・ド・パイユである。ブドウ畑は75haに広がっている。

### ブドウ品種
白ワインの許可品種は、主品種のシャルドネとサヴァニャン、補助品種にプールサールがある。
ヴァン・ジョーヌにはサヴァニャンのみが、ヴァン・ド・パイユにはシャルドネ、サヴァニャン、プールサールの３品種が認められている。

## レト注/参考文献
1. ↑  | Site officiel des vins du jura.